# Zell im Wiesental
Zell im Wiesental là một thị xã trong huyện Lörrach bang Baden-Württemberg thuộc nước Đức. Đô thị Zell im Wiesental có diện tích 36,13 kilômét vuông, dân số là 6026 người (31 tháng 12 năm 2006). Zell im Wiesental nằm ở Rừng Đen, bên sông Wiese, 26 km về phía đông bắc Basel, và 32 km về phía nam của Freiburg.
Đây là nơi sinh của vợ Mozart Constanze.